# Frank Cameron Jackson
Frank Cameron Jackson (Austràlia, 1943) en un filòsof especialitzat en la teoria de la ment, epistemologia i metafísica. Iniciat a la filosofia pel seu pare, alumne de Ludwig Wittgenstein, Cameron estudià matemàtiques i després es doctorà en filosofia. Ha ensenyat a diverses universitats d'Austràlia, Anglaterra i els Estats Units.
Destaca per la seva aportació de l'experiment mental com a mètode per discutir qüestions filosòfiques. Amb l'experiment de Mary's room, on una científica del color viu en una cambra en blanc i negre i, per tant, és incapaç de distingir els tons a la realitat, pretén desmostrar que existeixen els qualia, un seguit de coneixements que només es poden percebre de forma personal i no comunicar de manera objectiva a d'altres. Aquests coneixements corresponen a una instància no física del pensament i, per tant, postula que la ment conté pensament físic i pensament no físic, en una transposició del dualisme usual del cos i ànima a l'àmbit del cervell.